# Городской округ Камруп

Округа Ассама (6 — Камруп. Городской округ выделен отдельно для столицы)

Городской округ Камруп (ассам. কামৰূপ মহানগৰ জিলা; англ. Kamrup Metropolitan district) — округ в индийском штате Ассам. Образован 3 февраля 2003 года в результате выделения столицы штата Ассам Гувахати из состава округа Камруп в отдельное муниципальное образование. Площадь округа — 217 км². По данным всеиндийской переписи 2001 года население округа составляло 1 062 771 человек.